# 海淀五路居駅
海淀五路居駅（かいでんごろきょ-えき）は中華人民共和国北京市海淀区に位置する北京地下鉄6号線の駅である。2012年12月30日に開業した。

## 歴史
- 2012年12月30日 - 開業。

## 駅構造

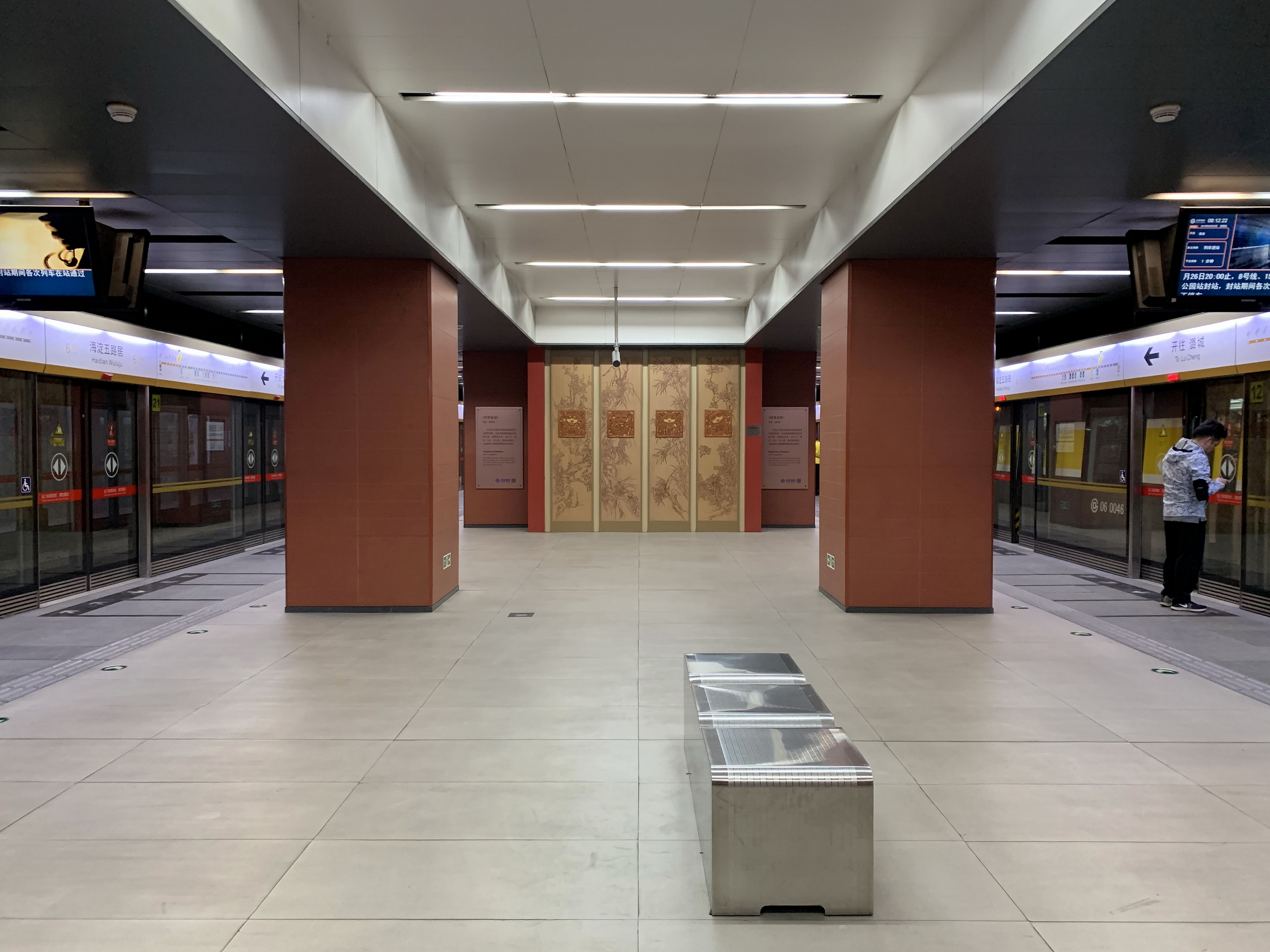
ホーム

スパニッシュ・ソリューション3面2線の地下駅。出口はA～Dの4箇所ある。
| 6号線ホーム (B2F) | 相対式ホーム     |
| 6号線ホーム (B2F) | ■6号線 草房方面→ |
| 6号線ホーム (B2F) | 島式ホーム       |
| 6号線ホーム (B2F) | ■6号線 草房方面→ |
| 6号線ホーム (B2F) | 相対式ホーム     |

## 駅周辺
- 京門線（中国語版）五路站（中国語版）（CR）

## 隣の駅
北京地下鉄
■6号線
田村駅 - 海淀五路居駅 - 慈寿寺駅